# Анна Софія Берглунд
А́нна Софі́я Бе́рґлунд (англ. Anna Sophia Berglund; нар. 5 квітня 1986, Сан-Педро, Каліфорнія, США) — фотомодель та акторка.

## Біографія
Народилася в сім'ї шведських емігрантів, у неї є молодший брат. Закінчила середню школу Палос Вердес, потім театральний факультет Каліфорнійського університету, вивчала акторську майстерність у Беверлі-Гіллз Плейгаус.
Дебютувала на телебаченні 2007 року. Була Playmate чоловічого журналу «Playboy» в січні 2011 року. Деякий час зустрічалася з Г'ю Гефнером.

## Фільмографія
| Рік  |    | Українська назва                                   | Оригінальна назва                    | Роль                        |
| ---- | -- | -------------------------------------------------- | ------------------------------------ | --------------------------- |
| 2007 | с  | Відчайдушні домогосподарки                         | Desperate Housewives                 | жителька Нью-Йорка          |
| 2007 | с  | Печерні люди                                       | Cavemen (TV series)                  | капітанка команди підтримки |
| 2008 | тф | Поганий материнський довідник                      | Bad Mother's Handbook                | Стейсі                      |
| 2008 | с  | Ханна Монтана                                      | Hannah Montana                       | манікюрниця                 |
| 2009 | ф  | Запали цим літом!                                  | Fired Up!                            | подруга                     |
| 2013 | ф  | 25-й день народження Амелії                        | Amelia's 25th                        | Ніккі                       |
| 2013 | ф  | Невдалі чари                                       | Unlucky Charms                       | Ерін                        |
| 2014 | ф  | Космічна станція 76                                | Space Station 76                     | «Зоряний ангел»             |
| 2014 | ф  | Бабки!                                             | Dibs!                                | Кеті                        |
| 2015 | с  | Молочний шоколад                                   | Chocolate Milk Series                | Кеті                        |
| 2015 | ф  | Таргани                                            | Cockroaches                          | Еліс                        |
| 2015 | ф  | Загублене дерево                                   | The Lost Tree                        | Клаудіа                     |
| 2015 | ф  | Беручий                                            | The Taker                            | Тріша                       |
| 2016 | ф  | Живуть серед нас                                   | Living Among Us                      | Джорні                      |
| 2016 | ф  | WTF: Світова федерація боротьби на великих пальцях | WTF: World Thumbwrestling Federation | Роксі                       |